# スマイリーキクチ
スマイリーキクチ（1972年1月16日 - ）は、日本の元お笑いタレント、俳優、人権活動家。本名は菊池 聡（きくち さとし）。東京都足立区出身。太田プロダクション所属。

## 来歴・人物
元々は芸能活動に関心がなかったが、体育専門学校時代在籍時に友人と行ったパフォーマンスが評価される中で芸人になるように薦められたことがきっかけで、1993年に専門学校時代の友人の有田 毅と「NIGHT・SHIFT」というお笑いコンビを結成。コンビとして『GAHAHAキング 爆笑王決定戦』（テレビ朝日）や『SWITCH LAUGHING』（フジテレビ）に出演し、約1年半ほど経て相方の芸能界引退によりコンビが解散したため、ピン芸人へ転向した。
ニコニコしながら毒を吐いて笑いをとる、毒舌漫談のスタイルが特徴である。ボキャブラ時代は仲本工事に似ている事をしばしばネタにしている。
一時期、静岡県のローカル情報番組でMCを務めていた。ペ・ヨンジュンに似てるということで、2004年前後のヨン様ブームではペ・ヨンジュンの真似をすることで忙しくなるという恩恵を受けた。
格闘技、外車、古着コレクションなどが趣味であり、過去に雑誌『ライトニング』でもアメ車やアンティークグッズについてのコラムを連載していた。
2011年6月20日にかねてより交際中だった一般女性と結婚し、2016年6月8日に第一子が誕生したことを自らのブログで公表した。
2024年時点ではお笑い芸人を辞めており、ネットトラブル対処法などの講演活動を行っている。

## ネット関連の諸問題

### デマによる誹謗中傷
1999年から2008年まで、過去のある殺人事件の犯人（関係者）であるというデマがインターネット上に流れたことがきっかけで、誹謗中傷や脅迫を受けていた。その経験から、芸能活動の傍ら時折インターネットに関するマナー講座や講演会にも呼ばれるようになり、番組出演のほか、インターネットに関する様々なトラブルへの対策を論じたコラムやエッセイの執筆オファーも引き受けている。結果的には誹謗中傷被害が人権活動家としての仕事がメインになる切っ掛けとなった。
当時、ウィキペディアにも殺人事件に関してそのデマを鵜呑みにした記述がされ、そのまま放置されていた。

### 不正プログラム事件へのコメント
その一方で2019年3月のアラートループ事件について、ネット犯罪であることを前提にした5日のツイートに批判が殺到した。6日に謝罪していったんは収束した。その後、スマイリーキクチは関連ツイートを削除した。

## 主な出演番組

### バラエティ
- 爆笑オンエアバトル（NHK総合）戦績13勝5敗 最高529KB
  - 第4回チャンピオン大会 セミファイナル8位敗退
  - 2002年3月2日放送回に記録した自己最高KBである529KBは、東京収録におけるピン芸人の最高KBである（なお、キクチがオーバー500を記録したのはこの1回のみ）。また、地方収録回を含めると陣内智則が大阪収録で記録した537KBに次いで2番目に高い数字となる。因みに太田プロダクション所属の芸人の中で初のチャンピオン大会出場者となっている。また、番組最後の出演となる2004年2月13日放送回では165KBというまさかの低KBという結果に終わってしまい、更にこの記録がキクチにとって自己最低記録となってしまった。なお、この回でオンエアを獲得していれば、ゴールドバトラーに認定されていた。
- タモリのボキャブラ天国シリーズ（キャッチコピーは「仮面の独白」）
- めちゃ2イケてるッ!
- TVおじゃマンモス
- 静岡○ごとワイド
- エンタの神様（2004年に一度出演、キャッチフレーズは「笑顔の毒舌ウォッチャー」）
- 世界の果ての日本人!〜ここが私の理想郷〜（第4回以降リポーターとして出演）
- ダチョ・リブレ
- やりすぎコージー

### テレビドラマ
- 金田一少年の事件簿（第3シリーズ） ファイル22「魔犬の森の殺人」 （2001年、日本テレビ） - 萬屋透 役
- 爆竜戦隊アバレンジャー 第9話「目覚めよ!アバレサバイバー」（2003年、テレビ朝日） -  鈴木 役
- 名探偵コナン 工藤新一への挑戦状 第6話（2011年、読売テレビ） -  クリスティの店長 役
- トッカン 特別国税徴収官 最終話（2012年、日本テレビ） - バーの店員 役
- ハンチョウ〜警視庁安積班〜 シリーズ6 第7話（2013年、TBS） - 向井邦夫 役
- 連続テレビ小説 まれ 第93話（2015年、NHK） - 木下 役
- でぶせん（2016年、Hulu、日本テレビ） - 柳田三太夫 役
- 千住クレイジーボーイズ（2017年、NHK BSプレミアム） - 田淵役[10]
- 連続テレビ小説 半分、青い。（2018年、NHK） - 友永 役

### 音楽番組
- 第54回NHK紅白歌合戦 - はなわ・テツandトモの応援

### 情報番組
- まちプリ(RKB毎日放送、木曜日コメンテーター2021年3月 - 9月)

### ラジオ番組
- スマイリーキクチのスマイリースマイリー（民放AM各局）

### CM
- ネスカフェ R&B（1999年、仲村トオルと共演）

## 著書
- 『突然、僕は殺人犯にされた - ネット中傷被害を受けた10年間』 竹書房 2011年 のち文庫化